# (36671) 2000 QR217
2000 QR217 (asteroide 36671) é um asteroide da cintura principal. Possui uma excentricidade de 0.21841130 e uma inclinação de 10.60020º.
Este asteroide foi descoberto no dia 31 de agosto de 2000 por LINEAR em Socorro.